# Carlo Nero
Carlo Redgrave Nero (16 de septiembre de 1969, Londres) es un guionista y director de cine ítalo-inglés.

## Biografía
Hijo de Franco Nero y Vanessa Redgrave, sus medio hermanas son Joely Richardson y Natasha Richardson (1963–2009). Es sobrino de Corin Redgrave (1939-2010) y Lynn Redgrave (1943-2010). Carlo Nero dirigió a su madre en The Fever. En 2019 participó en Grande Fratello VIP.

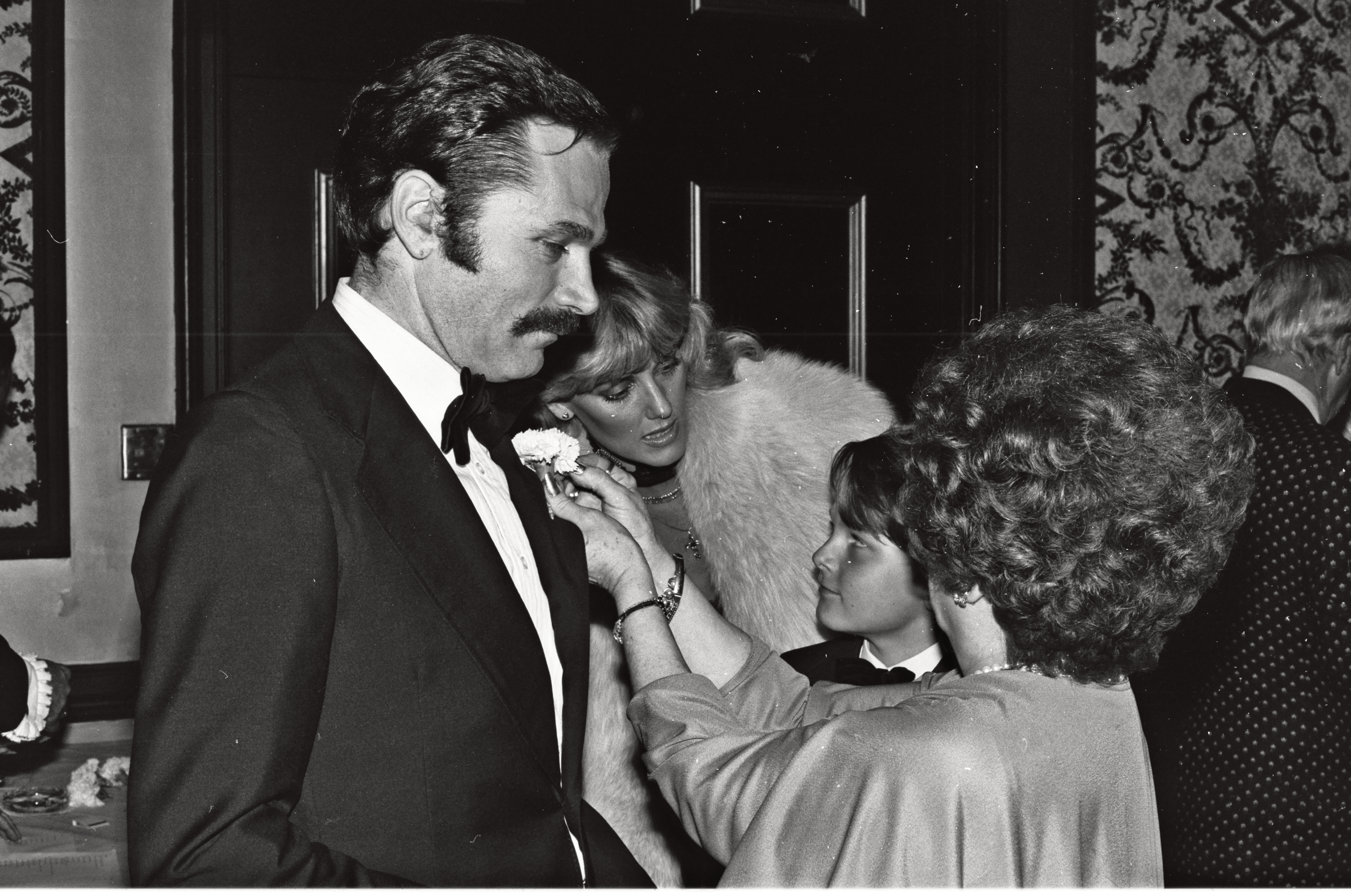
F. Nero, V. Redgrave y Carlo Gabriel

## Filmografía
- Larry's Visit (1996)
- Uninvited (1999)
- The Fever (2004)[1]

## Discografía
- 1985 - Will Change The World/Cambierà (Lovers, LVNP 802, 7"). Con su padre, Franco Nero.

## Premios
- 2005: Festival de Cine de Bratislava - Grand Prix: The Fever[2]